# Sergio Armasgo
Sergio Hernán Armas Gonzáles (Lima, 30 de agosto de 1992), conocido por su nombre artístico Sergio Armasgo, es un actor, poeta, comunicador y bailarín peruano. Alcanzó reconocimiento por haber protagonizado la película biográfica Chabuca, interpretando al presentador y drag queen Ernesto Pimentel, y en obras de teatro en su país.

## Biografía
Nació en Lima el 30 de agosto de 1992, bajo el nombre completo de Sergio Hernán Armas Gonzáles.[cita requerida] Proveniente de una familia de clase media alta; su abuelo materno es natural de Cusco.[cita requerida]
Estudió actuación en la Escuela Nacional Superior de Arte Dramático, complementando con sus talleres en el Teatro de la Universidad Católica del Perú, el Centro Cultural Aranwa y recibió una beca para estudiar en la Escuela Internacional de Cine y Televisión. Además, recibió talleres de danza contemporánea en la escuela Danza Común.
Comenzó su carrera artística a los veintidós años, haciendo su debut actoral como protagonista de la obra de teatro Cuando seamos libres en 2015, basado en el movimiento LGBT, compartiendo escena al lado de los jóvenes actores Alejandra Ibáñez y Sergio Cano, volviendo a trabajar con ambos para la conducción del programa web del mismo nombre. Al año siguiente, Armasgo se suma a la ficción infantil Mariana y el señor verde como reparto principal y coprotagoniza Un chico de Bosnia en 2017, interpretando a Mirad, sobrino de los protagonistas Djuka y Fazila.
Pero no fue hasta el año 2019, cuando asume su primer protagónico con el relato peruano Los cachorros, interpretando a «Pichula» Cuéllar, en el cual obtuvo su nominación en la categoría «Mejor actor de drama» por parte del galardón El Oficio Crítico, resultando finalmente ganador del concurso. Además, protagoniza Años luz con su papel de Break, al lado del también actor Francisco Cabrera ese año.
Gracias al éxito de su personaje de Los cachorros, le ha permitido a Armasgo ser el protagonista del otro formato ¡Cállate, Copperfield! en 2020, como el ilusionista estadounidense David Copperfield, siendo proyectada en el Teatro Británico. Al año siguiente, volvió al protagónico con la comedia Fetiches bajo el personaje de Ángel, quien con sus amigos Samuel y Thiago, pasaría momentos inolvidables de sus vidas, al experimentar deseos de sexualidad y locura. Protagonizó con Carlos Victoria en la obra de teatro virtual Lecturas con orgullo ese año y participó en la escenografía del poema El mal amor.
Armasgo protagonizó el montaje peruano Los inocentes de Oswaldo Reynoso en 2022 en el Centro Cultural de la Universidad de Lima, interpretando a «Cara de Ángel», y compartió el rol junto a otros actores del medio local como Miguel Dávalos y Diego Pérez Chirinos.
Armasgo fue parte de la producción de la obra peruana Bienvenido a mi comedia romántica en 2019, contando como protagonistas a los actores Jano Baca y Rocío Montesinos.
En el año 2023, fue protagonista del drama Mudanza líquida en el papel de Sebastián, un chico que intenta huir y afrontar sus miedos de afrontar a su mundo masculino tras perder a su mamá producto de una enfermedad. La ficción fue presentada en el Festival Saliendo de la Caja. Además, en ese mismo año fue anunciado para protagonizar la película biográfica Chabuca de la productora Tondero,  basada en la vida del comediante y drag queen peruano Ernesto Pimentel, estrenado en 2024.
En el año 2024, protagoniza el unipersonal Cachudes pero conchudxs, compartiendo el rol junto a la bailarina Gabriela Herrera y la drag queen La Langosta. Además, en ese mismo año fue nominado a los Septimius Awards en la categoría «Best american actor» por su participación en Chabuca.  
En ese año, Armasgo también se suma al elenco de la telenovela Tu nombre y el mío en el personaje antagónico de Pancho Hurtado Jr., inspirado en el músico Martín «Papita Jr.» Hinostroza, líder de la orquesta de cumbia Grupo Néctar de Bolivia.
En el año 2025, regresa al teatro con la obra Las veces que no te dije te quiero en el personaje del Hijo, junto a los actores Carlos Victoria y David Carrillo en el Teatro de Lucía, así mismo es parte de la nueva temporada de Moby Dick del Teatro La Plaza, una propuesta para el público joven en el Teatro Claretiano conformando el elenco con Merly Morello, Jano Baca, Joaquín Escobar, Alejandro Villagómez y Grapa Paola.    
En ese año, tuvo una participación especial en la telenovela Eres mi sangre, interpretando al personaje de Bastian Navarro en su etapa joven.

## Filmografía

### Cine
| Año  | Título                       | Rol              | Notas           |
| ---- | ---------------------------- | ---------------- | --------------- |
| 2022 | La comuna                    |                  | Rol principal   |
| 2024 | Chabuca                      | Ernesto Pimentel | Rol protagónico |
| 2024 | Tus amigos no te harían daño | Mario            | Rol protagónico |

### Teatro
| Año       | Título                             | Rol               | Notas                  |
| --------- | ---------------------------------- | ----------------- | ---------------------- |
| 2015-2016 | Cuando seamos libres               | Sergio            | Rol protagónico        |
| 2016      | Mariana y el señor verde           |                   | Rol principal          |
| 2017      | Un chico de Bosnia                 | Mirad             | Rol coprotagónico      |
| 2019-2020 | Los cachorros                      | «Pichula» Cuéllar | Rol protagónico        |
| 2019      | Años luz                           | Break             | Rol protagónico        |
| 2019      | Bienvenido a mi comedia romántica  | Él mismo          | Asistente de dirección |
| 2020      | ¡Cállate, Copperfield!             | David Copperfield | Rol protagónico        |
| 2021      | Fetiches                           | Ángel             | Rol protagónico        |
| 2021      | Lecturas con orgullo               |                   | Rol protagónico        |
| 2021      | El espejo                          |                   | Rol protagónico        |
| 2022      | Hasta cuándo                       | Él mismo          | Productor general      |
| 2022      | Los inocentes                      | «Cara de Ángel»   | Rol protagónico        |
| 2023      | Mudanza líquida                    |                   | Rol principal          |
| 2024      | Cachudes pero conchudxs            | Él mismo          | Rol protagónico        |
| 2024      | Grandes intenciones                | Pedro y Javier    | Rol principal          |
| 2025      | Las veces que no te dije te quiero | Hijo              | Rol principal          |
| 2025      | Moby Dick                          | Queequeg          | Rol principal          |

### Programas web
| Año  | Título               | Rol      | Notas       | Emisión              |
| ---- | -------------------- | -------- | ----------- | -------------------- |
| 2015 | Cuando seamos libres | Él mismo | Presentador | Cuando seamos libres |

### Televisión
| Año  | Título             | Rol                                       | Notas                        | Emisión            |
| ---- | ------------------ | ----------------------------------------- | ---------------------------- | ------------------ |
| 2024 | Tu nombre y el mío | Francisco Hurtado Chávez / «Panchito Jr.» | Rol de antagonista principal | América Televisión |
| 2025 | Eres mi sangre     | Bastian Navarro                           | Participación especial       | América Televisión |

## Premios y nominaciones
| Año  | Premios                   | Categoría                        | Trabajo       | Resultado | Ref.   |
| ---- | ------------------------- | -------------------------------- | ------------- | --------- | ------ |
| 2019 | Premios El Oficio Crítico | «Mejor actor de drama»           | Los cachorros | Ganador   | [ 1 ]  |
| 2024 | Septimius Awards          | «Best american actor»            | Chabuca       | Ganador   | [ 26 ] |
| 2025 | Premios APRECI            | «Mejor actor protagonista»       | Chabuca       | Nominado  | [ 27 ] |
| 2025 | Premios Luces             | «Mejor actor»                    | Chabuca       | Nominado  | [ 28 ] |
| 2025 | Premios Platino           | «Mejor interpretación Masculina» | Chabuca       | Candidato | [ 29 ] |